# El Carmen de Atrato
El Carmen de Atrato est une municipalité située dans le département de Chocó, en Colombie.